# Edward Mordake

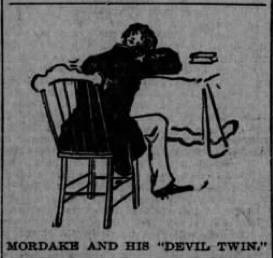
Edward Mordake (illustrazione)

Edward Mordrake es el protagonista de una leyenda urbana. Nacido en el siglo XIX y heredero de un título nobiliario británico, tenía una cara extra en la parte posterior de la cabeza. Dicha cara duplicada no podía ver, comer, ni hablar en voz alta, pero se decía de ella que "se burlaba mientras Mordrake estaba feliz" y "sonreía mientras Mordrake lloraba", aparte de que susurraba cosas escalofriantes. Mordrake les suplicaba repetidamente a los médicos que le quitaran su "cara de demonio", alegando que le susurraba cosas de las que "uno solo hablaría en el infierno" por la noche, pero ningún médico lo intentó. Según la leyenda, Mordrake se suicidó a la edad de 23 años.

## Primeras referencias
La primera descripción conocida de Mordake se encuentra en un artículo de 1895 del Boston Post escrito por el escritor de ficción Charles Lotin Hildreth. El artículo describe una serie de casos de lo que Hildreth llama "fenómenos humanos", como una mujer que tenía la cola de un pez, un hombre con el cuerpo de una araña, un hombre que era medio cangrejo y Edward Mordake. Hildreth afirmó haber encontrado estos casos descritos en informes antiguos de la "Royal Scientific Society". No está claro si una sociedad con este nombre incluso existió realmente. El artículo de Hildreth no era fáctico y probablemente el periódico lo publicó como un hecho simplemente para aumentar el interés del lector.

## EnAnomalies and Curiosities of Medicine
La enciclopedia médica de 1896 Anomalies and Curiosities of Medicine (Anomalías y curiosidades de la medicina), coautoría del Dr. George M. Gould y el Dr. Walter L. Pyle, incluyó el caso de Mordake. La narración fue copiada directamente del artículo de Hildreth. Sin embargo, fue acreditado solo a una "fuente laica". La enciclopedia describe la morfología básica de la condición de Mordake, pero no proporciona un diagnóstico médico para la rara deformidad. Tal defecto congénito podría haber sido una forma de craniopagus parasiticus (una cabeza gemela parásita con un cuerpo no desarrollado), una forma de diprosopus (duplicación craneofacial bifurcada), o una forma extrema de gemelo parasitario (un gemelo siameses desigual).
Como se dijo en Anomalies and Curiosities of Medicine:

One of the weirdest as well as the most melancholy stories of human deformity is that of Edward Mordake, said to have been heir to one of the noblest peerages in England. He never claimed the title, however, and committed suicide in his twenty-third year. He lived in complete seclusion, refusing the visits even of the members of his own family. He was a young man of fine attainments, a profound scholar, and a musician of rare ability. His figure was remarkable for its grace, and his face – that is to say, his natural face – was that of an Antinous. But upon the back of his head was another face, that of a beautiful girl, "lovely as a dream, hideous as a devil." The female face was a mere mask, "occupying only a small portion of the posterior part of the skull, yet exhibiting every sign of intelligence, of a malignant sort, however." It would be seen to smile and sneer while Mordake was weeping. The eyes would follow the movements of the spectator, and the lips "would gibber without ceasing." No voice was audible, but Mordake avers that he was kept from his rest at night by the hateful whispers of his "devil twin", as he called it, "which never sleeps, but talks to me forever of such things as they only speak of in Hell. No imagination can conceive the dreadful temptations it sets before me. For some unforgiven wickedness of my forefathers I am knit to this fiend – for a fiend it surely is. I beg and beseech you to crush it out of human semblance, even if I die for it." Such were the words of the hapless Mordake to Manvers and Treadwell, his physicians. In spite of careful watching, he managed to procure poison, whereof he died, leaving a letter requesting that the "demon face" might be destroyed before his burial, "lest it continues its dreadful whisperings in my grave." At his own request, he was interred in a waste place, without stone or legend to mark his grave.

Una de las historias más extrañas y más melancólicas de la deformidad humana es la de Edward Mordake, que se dice fue heredero de una de las dignidades más nobles de Inglaterra. Sin embargo, nunca reclamó el título y se suicidó en su vigésimo tercer año. Vivió en completo aislamiento, rechazando las visitas incluso de los miembros de su propia familia. Era un joven de altos logros, un profundo erudito y un músico de rara habilidad. Su figura era notable por su gracia, y su rostro, es decir, su rostro natural, era el de un Antinoo. Pero en la parte posterior de su cabeza había otra cara, la de una hermosa niña, "encantadora como un sueño, horrible como un demonio". El rostro femenino era una mera máscara, "ocupando solo una pequeña porción de la parte posterior del cráneo, pero exhibiendo todos los signos de inteligencia, sin embargo, de un tipo maligno". Sería visto sonreír y burlarse mientras Mordake lloraba. Los ojos seguirían los movimientos del espectador, y los labios "farfullarían sin cesar". No se escuchaba ninguna voz, pero Mordake decía que por las noches se mantenía lejos de su descanso a causa de los susurros de odio de su "gemelo diablo", como él lo llamaba, "que nunca duerme, pero me habla para siempre de esas cosas que solo hablan en el Infierno. Ninguna imaginación puede concebir las espantosas tentaciones que pone delante de mí. Por alguna maldad no perdonada de mis antepasados, estoy unido a este demonio, para ser un demonio, sin duda. Le suplico y le ruego que lo aplaste fuera de la apariencia humana, incluso si muero por eso". Tales fueron las palabras del desventurado Mordake para Manvers y Treadwell, sus médicos. A pesar de la cuidadosa observación, logró obtener veneno, de lo cual murió, dejando una carta solicitando que la "cara de demonio" pudiera ser destruida antes de su entierro, "para que no continúe sus espantosos susurros en mi tumba". A petición propia, fue enterrado en un lugar desolado, sin piedra ni leyenda, para marcar su tumba.

## En la cultura popular
Mordake ha sido tema de varios textos, obras de teatro y canciones:
- Mordake aparece como los "2 casos muy especiales" en una lista de "10 personas con miembros o dígitos adicionales" en la edición de 1976 de The Book of Lists.[7]
- Tom Waits escribió una canción sobre Mordake titulada "Poor Edward" para su álbum Alice (2002).[8]
- Edward Mordrake está presente en tres episodios de la serie de antología de FX American Horror Story: Freak Show, "Edward Mordrake, Pt. 1", "Edward Mordrake, Pt. 2" y "Curtain Call", que presentan al personaje, interpretado por Wes Bentley.
- En 2016, fue lanzado un cortometraje basado en la historia de Mordake titulado Edward the Damned (Edward el maldito).[9]
- The Two-faced Outcast (El paria de dos caras) es otra novela sobre Edward Mordake, escrita originalmente en ruso entre 2012 y 2014 y publicada en 2017 por Helga Royston.
- En su cuarta temporada, el programa uruguayo Voces anónimas le dedicó un capítulo a la historia de Edward Mordake, titulado "El hermano siniestro". Además, la historia (con el mismo título), se encuentra disponible en el libro "Siniestro" (publicado en 2013), que forma parte de la saga literaria del programa.
- JK Rowling se inspiró en la leyenda de Edward Mordrake para representar el renacimiento de Lord Voldemort en el personaje ficticio de Quirrell, el profesor de Defensa Contra las Artes Oscuras en "Harry Potter y la Piedra Filosofal". Allí, Voldemort se ocultaba tras un turbante en la parte posterior del cráneo del profesor, utilizando su cabeza como un 'anfitrión' temporal. De esta manera, reflejó la idea de un rostro oculto y maligno que controla al anfitrión.